# SN 2010L
SN 2010L – supernowa typu Ia odkryta 12 stycznia 2010 roku w galaktyce A022328+0535. W momencie odkrycia miała maksymalną jasność 18,50m.